# Морозов-Поплевин, Иван Михайлович Большой
Иван Михайлович Большой Морозов-Поплевин (ум. 1573) — воевода в царствование Ивана Грозного, старший из трёх сыновей земского боярина и воеводы Михаила Яковлевича Морозова-Поплевина и Евдокии Дмитриевны Бельской.

## Биография
Весной 1570 года Иван Михайлович Большой Морозов был назначен первым воеводой в Дедилов. В сентябре того же года стоял с полком в охранении на р. Солова и сообщил в Дедилов воеводе Б. Извольскому, «что идут на Дедилов и на Тулу царь (хан Девлет Герай) и царевичи». Вскоре после этого был переведен первым воеводой в Дедилов.
Осенью 1572 года И. М. Морозов-Поплевин ходил с полком правой руки вторым воеводой в карательный поход «на изменников на казанских людей на луговую черемису и на горную».
В 1573 году воевода Иван Михайлович Морозов был казнен по приказу царя Ивана Грозного вместе с отцом, матерью и младшим братом Фёдором.